# Isyana Sarasvati
Isyana Sarasvati (ur. 2 maja 1993 w Bandungu) – indonezyjska piosenkarka i autorka tekstów.

## Życiorys
Urodziła się 2 maja 1993 r. w Bandungu na wyspie Jawa. Karierę rozpoczęła za pośrednictwem serwisu YouTube. W 2015 r. ukazał się jej debiutancki album pt. Explore!, wydany nakładem Sony Music Entertainment Indonesia. 
Przebywała w ramach stypendiów na Nanyang Academy of Fine Arts (NAFA) w Singapurze oraz Royal College of Music w Londynie. Opanowała grę na różnych instrumentach, takich jak fortepian, flet, skrzypce i saksofon. Została dwukrotną laureatką Konkursu Pianistycznego w Jawie Zachodniej oraz trzykrotną mistrzynią Grand Prix Asia Pacific Electone Festival

## Dyskografia
Albumy studyjne
| Tytuł    | Dane nt. albumu |
| -------- | --- |
| Explore! | - Data wydania: 25 listopada 2015 - Special Edition (Deluxe) – data wydania: 21 października 2016 - Wytwórnia: Sony Music Indonesia - Format: CD, digital download |
| Paradox  | - Data wydania: 1 września 2017 - Wytwórnia: Sony Music Indonesia - Format: CD, digital download                                                                   |
| LEXICON  | - Data wydania: 29 listopada 2019 - Wytwórnia: Sony Music Indonesia - Format: Box Set, digital download                                                            |